# Alt Conflent
L'Alt Conflent és una subcomarca natural situada a l'oest del Conflent, amb una població molt reduïda i una fesomia d'alta muntanya. Se situa entre les Garrotxes al nord i el Conflent Mitjà a l'est. Encara que les fites de la subcomarca no són ben definides, la GEC parla de l'Alt Conflent com l'alta vall de la Tet, i posa els municipis d'Escaró i Nyer al Conflent Mitjà i l'alta vall de Cabrils (Censà, Ralleu, Talau, Orellà i la part nord-occidental del terme d'Oleta, situats tot just a l'oest del mont Coronat), a les Garrotxes. Segons aquesta font, doncs, Toès seria el primer municipi altconflentí, el qual deixa Llar, Fontpedrosa, Sautó, Fetges i els altres municipis a l'oest per a l'Alt Conflent. L'Alt Conflent ocupa per tant tota la vall de la Tet, després de l'estret de Toès, fins al coll de la Quillana, més enllà de Montlluís; i fins al pic de la cambra de l'Ase al sud; és a dir, ocupa l'extrem sud-oest del Conflent. Tanmateix, algunes fonts com ara el GREC, designen la Cabanassa, Planès, Sant Pere dels Forcats i Montlluís a la Cerdanya; tot i que se situen a l'est del coll de la Perxa i doncs pertanyen a la conca conflentina de la Tet. El Nomenclàtor de la Catalunya Nord, produït per la Universitat de Perpinyà, adscriu aquests municipis al Conflent i, per tant, a l'Alt Conflent.

## Mancomunitat
La Mancomunitat de l'Alt Conflent és una entitat supramunicipal que no s'ha de confondre amb la subcomarca natural, atès que inclou municipis de les Garrotxes, del Capcir i de l'Alta Cerdanya. A més, no inclou alguns municipis que de segons un criteri geogràfic n'haurien de formar part, com ara els Angles, centre econòmic de la zona. Concretament, hi formen part els municipis següents:
- La Cabanassa
- Caudiers de Conflent (Garrotxes)
- Eina (Cerdanya)
- Font-rabiosa (Capcir)
- Formiguera (Cerdanya)
- La Llaguna
- Matamala (Capcir)
- Montlluís
- Planès
- Puigbalador (Capcir)
- Ralleu (Garrotxes)
- Real (Capcir)
- Sant Pere dels Forcats
- Censà (Garrotxes)
- Sautó

### Dades
- Nom: Communauté de communes Capcir Haut-Conflent (Mancomunitat de Capcir Alt Conflent)
- Capital: Matamala
- Superfície: 232,56 km²
- Habitants: 2.557 (segons dades del 1999)
- Densitat de població d'11 hab./km²